# Hymenostylium contextum
Hymenostylium contextum är en bladmossart som beskrevs av Theodor Carl Karl Julius Herzog 1916. Hymenostylium contextum ingår i släktet Hymenostylium och familjen Pottiaceae. Inga underarter finns listade i Catalogue of Life.